# گل شیپوری اتیوپیایی
گل شیپوری اتیوپیایی یا زانته‌دشیا اتیوپیکا (نام علمی: Zantedeschia aethiopica) نام یک گونه از سرده گل شیپوری است. این گونه مظهر گل‌های شیپوری است. این گل بسیار بزرگ، سفید رنگ و قیف مانند است. در داخل آن میلچه یا اسپادیکس گرز مانند زرد رنگی قرار دارد و در اواسط تابستان شکفته می‌شود. برگ آن همیشه سبز، نیمه راست، کمانی شکل و به رنگ سبز تیره است. در جایی آفتابی با کمی سایه و خاکی مرطوب و با زهکشی آزاد رشد می‌کند. این گل را باید از بادهای شدید محفوظ نگاه داشت. تکثیر آن از طریق جداسازی ریزوم‌ها (غده‌های زیرزمینی) در پاییز است. همچنین از طریق بذر نیز انتشار می‌یابد.
گل شیپوری اتیوپیایی گل ملی کشور اتیوپی است.

## نگارخانه

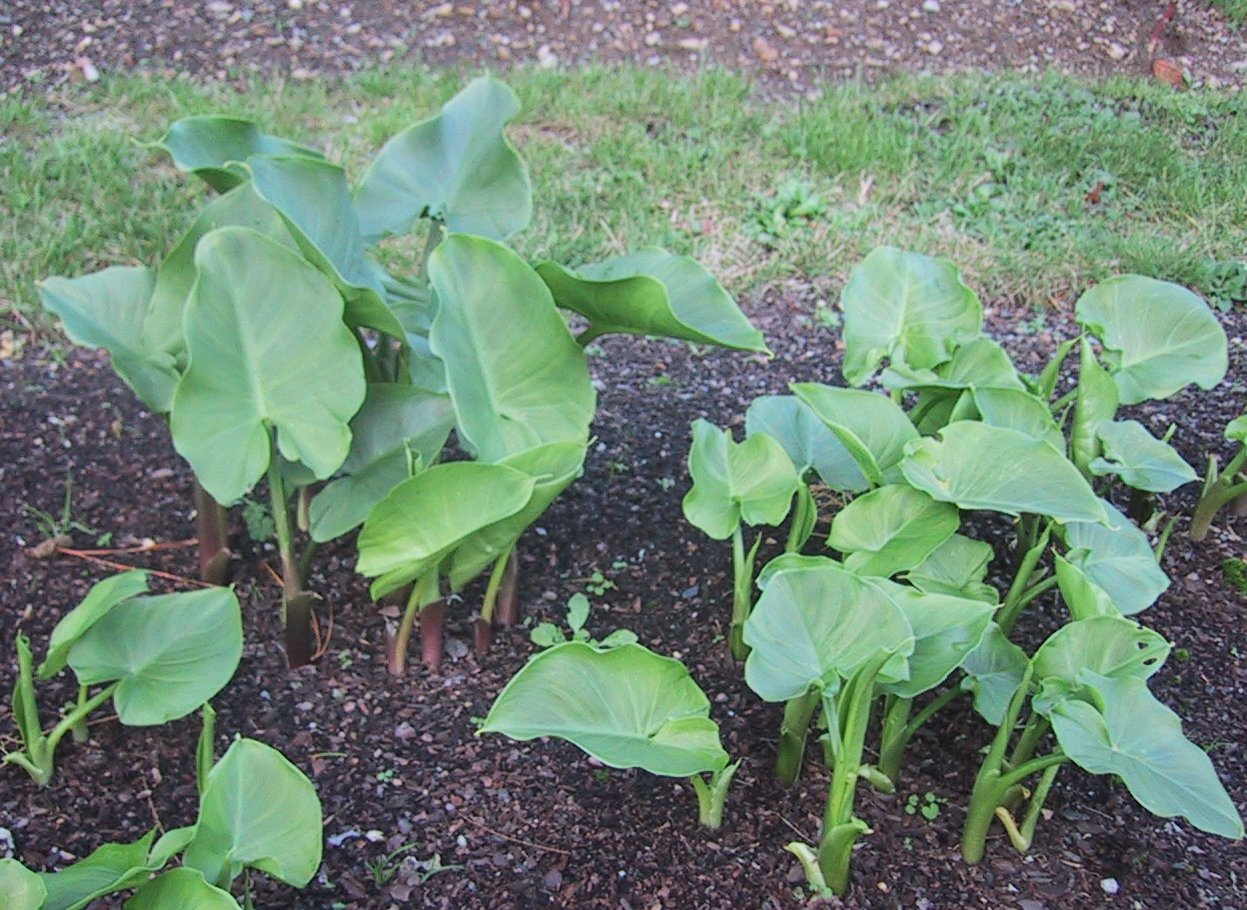
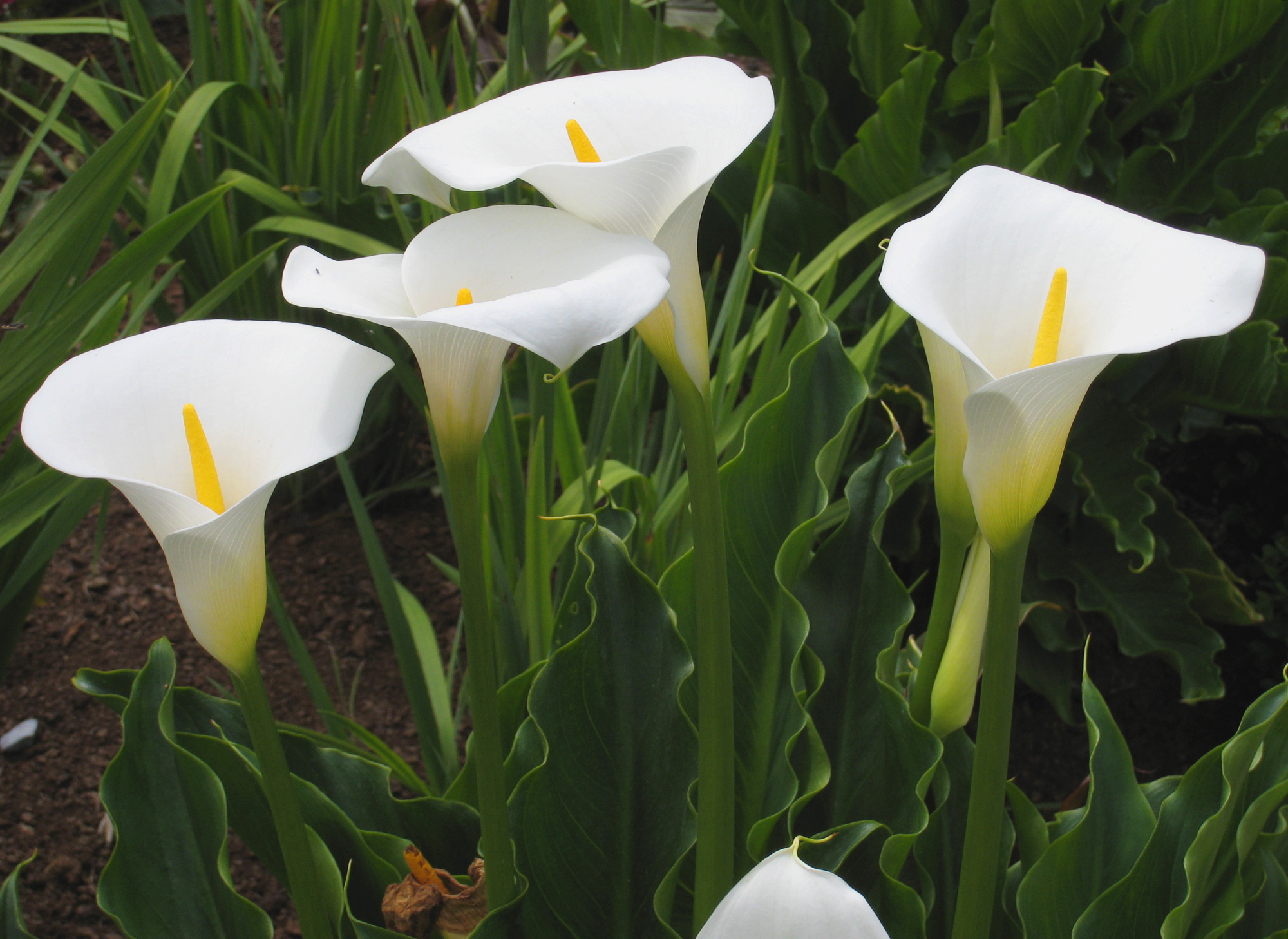
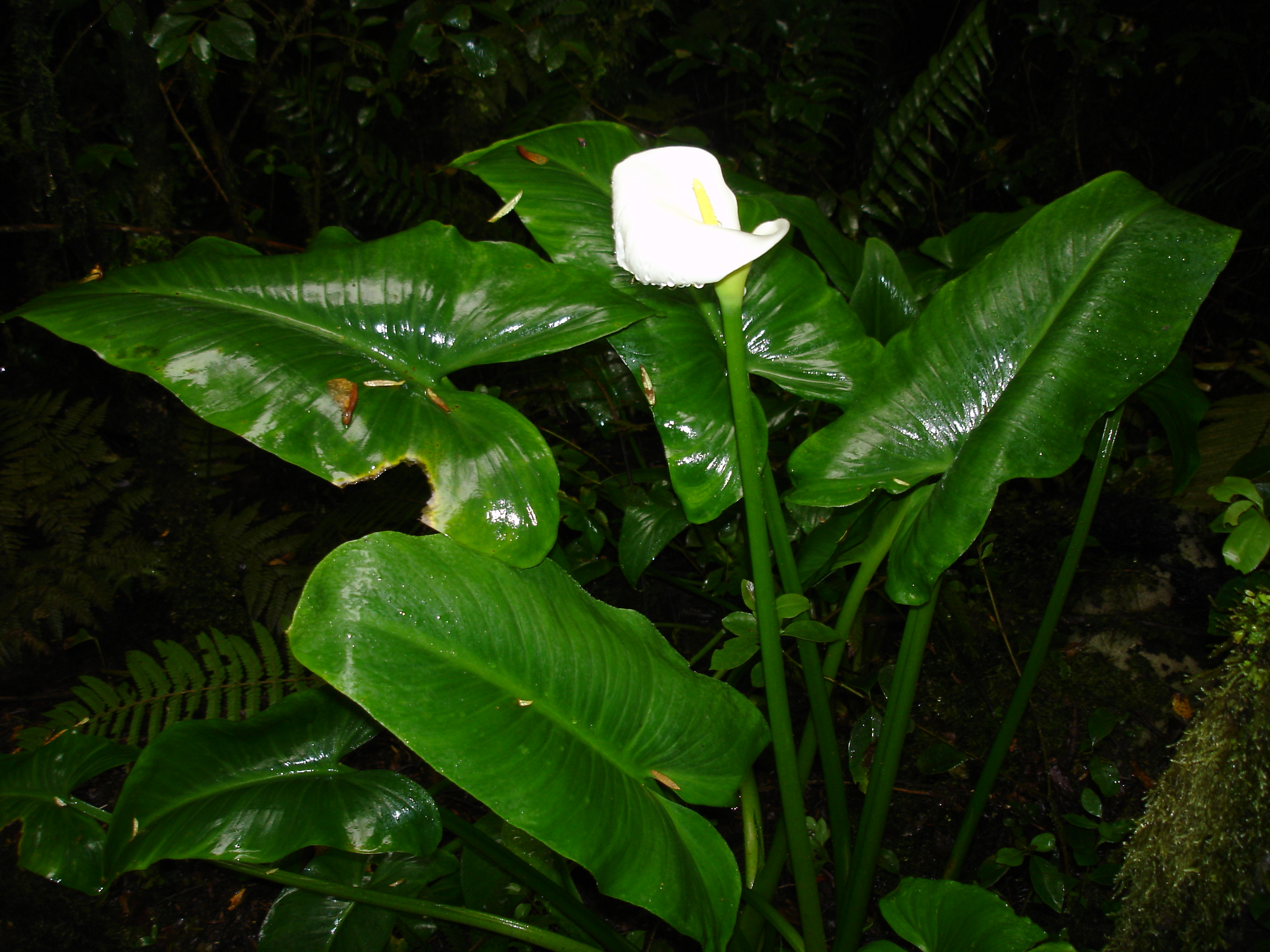
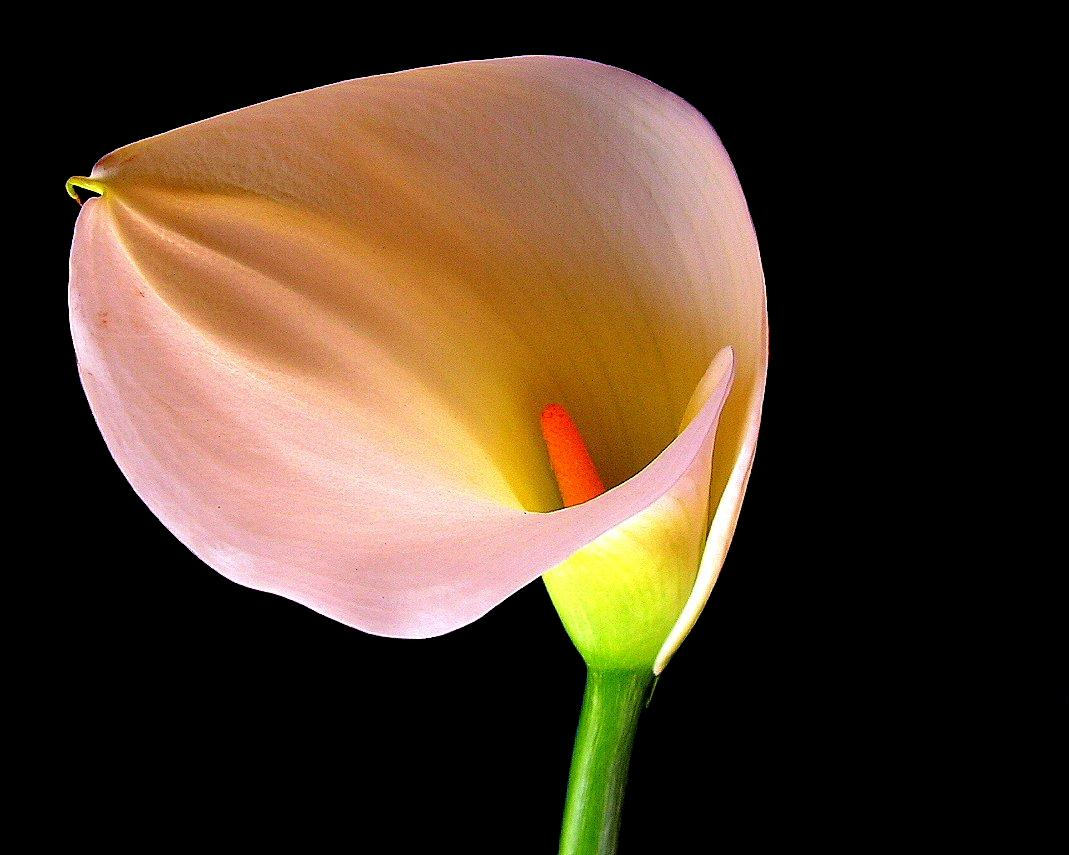
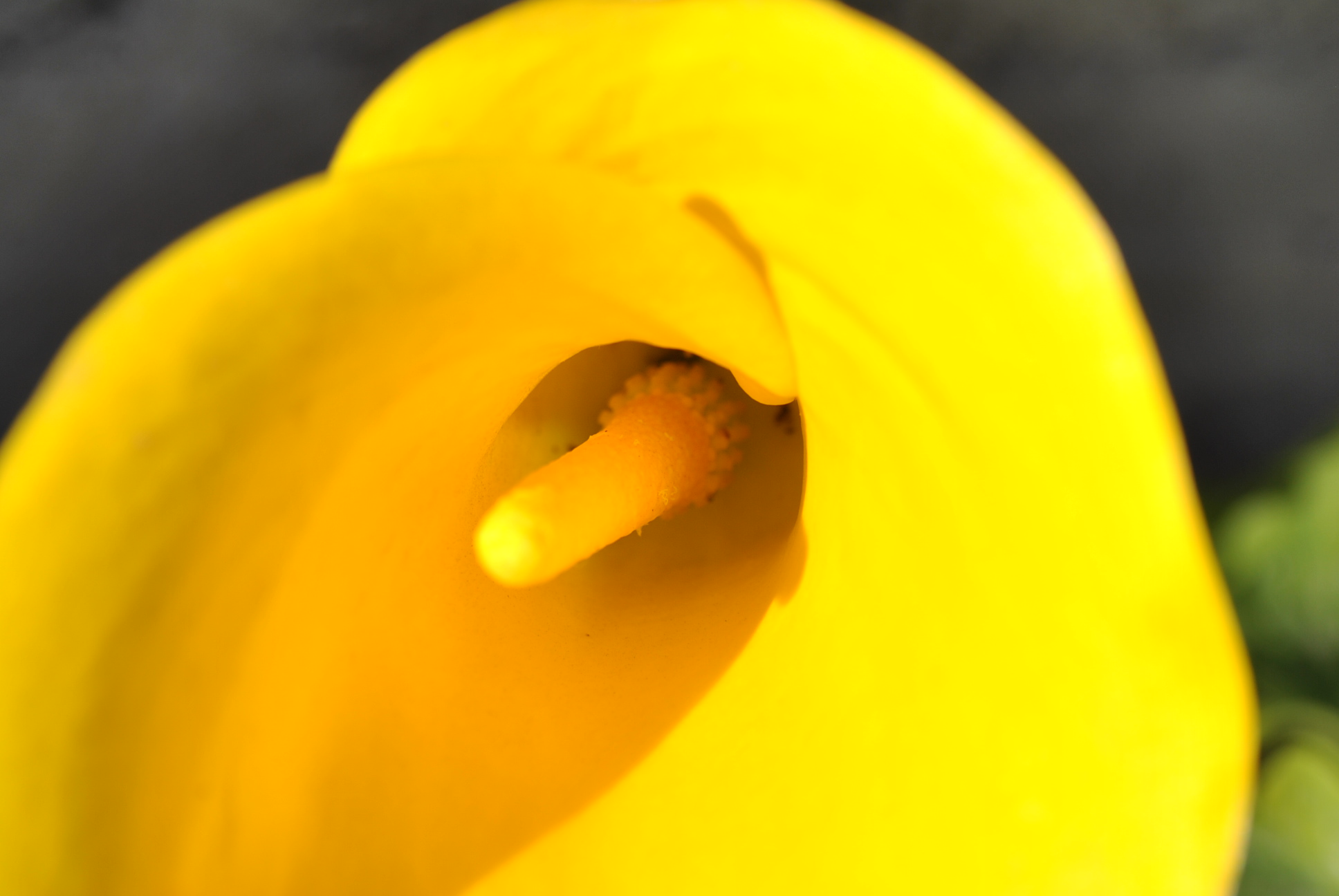